# Cupet
Cupet (Cubapetroleo) est la compagnie pétrolière nationale de Cuba. Cette entreprise a des activités d'extraction pétrolière, de raffinage et de distribution des produits pétroliers (avec un réseau de stations-services exploitées avec la Cimex). 

## Description
Les gisements pétroliers sont localisés dans la province de La Havane et exploités en partenariat avec la Chine et des compagnies occidentales incluant la Repsol. 
La production locale cubaine remplit environ la moitié de la demande intérieure lors du pic pétrolier des années 2000, et le tiers dans les années 2020, le différentiel étant majoritairement complété par des importations à prix préférentiel en provenance du Venezuela.